# بوفان
بوفان (به لاتین: Bofan) یک شهرک در جمهوری خلق چین است که در آنلو واقع شده‌است. بوفان ۶۸ متر بالاتر از سطح دریا واقع شده‌است.